# Régiment Rajput

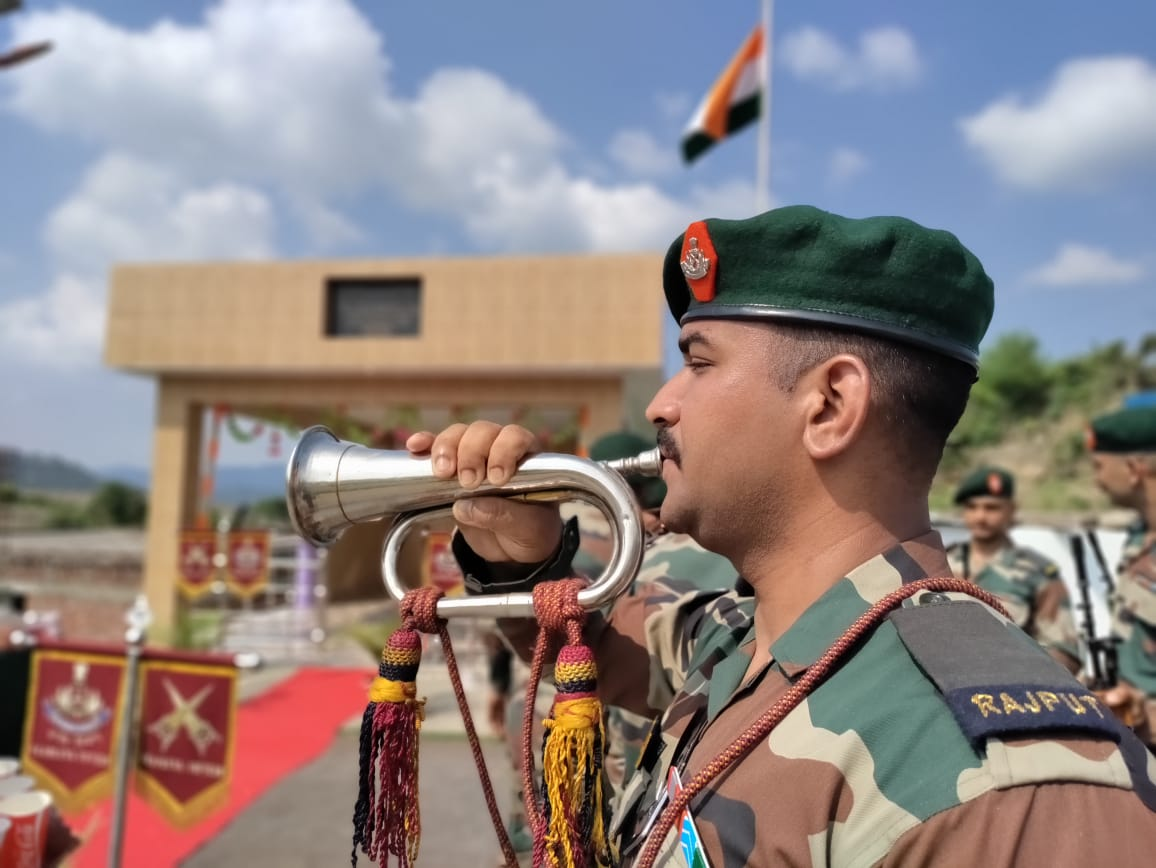
Un soldat du régiment Rajput lors d’une cérémonie au monument aux morts de Rajouri

Le régiment Rajput est un régiment d'infanterie de l'armée indienne. Il est composé principalement de troupes de la communauté Rajput, Ahir et Gurjar,. En 1945, la composition de classe du régiment était de 50% Rajput et 50% musulmane.